# Förrådsfyndarna
Förrådsfyndarna (originaltitel: Storage Hunters) är en reality tv-serie som skapades i USA som handlar om förrådsauktioner och fick så stor publik i Storbritannien att det skapades en brittisk version efter det att den amerikanska lades ner.
Programmet sändes även på nyzeeländska TV3 och repriser går på svenska TV10.